# Janina Hartwig
Janina Hartwig (ur. 7 sierpnia 1923 w Jordanowie lub Nowym Targu, zm. 1992) – polska reżyserka filmów animowanych.

## Życiorys
Ukończyła studia na Wydziale Reżyserii Państwowej Wyższą Szkoły Telewizyjnej i Filmowej w Łodzi (1958). Pracowała jako asystent reżysera w Teatrze „Groteska” w Krakowie, w Wytwórni Filmów Oświatowych w Łodzi jako reżyser oraz w Studiu Małych Form Filmowych „Se-Ma-For” w Łodzi jako asystent reżysera.

## Filmografia

### SerialPrzygody Misia Colargola
- Koncert Misia (1969)
- Colargol marynarzem (1970)
- Miś u wróżki Carabosse (1971)
- Witaj Nordynko (1972)
- Miś na Dzikim Zachodzie (1972)
- Colargol w Indiach (1974)
- Colargol na Saharze (1974)
- Colargol zdobywcą kosmosu (1978)
- Colargol i cudowna walizka (1979)

### SerialPrzygody Misia Uszatka
- Szelest w nocy (1977)
- Zapasy na zimę (1977)
- Dym (1977)
- Skarbonka (1977)
- Kto potrafi (1978)
- Spóźnione śniadanie (1978)
- Ratownicy (1979)

### Pozostałe filmy
- Tadek Niejadek (1957)
- Dwa Michały (1958, na motywach twórczości Czesława Janczarskiego)
- Szewczyk Dratewka (1958, na motywach twórczości Marii Kownackiej)
- Ballada o Burmistrzance (1959)
- Przygody budzika (1961)
- Baśń o diable Borucie (1962, na motywach twórczości Włodzimierza Piotrowskiego)
- Co wiemy o Popielu (1963)
- Eskapada (1963)
- Koziołki na wieży (1964)
- Noc Niespodzianek (1966)
- Złota kaczka (1967)
- Podróżniczka (1968)
- Tajemnicze odwiedziny (1968)
- Nieznana planeta (1968, na motywach twórczości Ireny Landau)
- Kosmobajka (1969)
- Lotki (1971)
- Leokadia i ostatnia przygoda (1975, na motywach twórczości Joanny Kulmowej)
- O gęsim jaju (1975)
- Dziura w moście (1976)
- Bajka o zagubionym humorze (1976)
- Jeż szuka rodziny (1978, na motywach twórczości Wandy Chotomskiej)

## Nagrody
- Nagroda Prezesa Rady Ministrów za twórczość artystyczną dla dzieci i młodzieży (1974)
- Nagroda Jury Dziecięcego Międzynarodowego Festiwalu Filmowego dla Dzieci i Młodzieży w Paryżu za film Miś u wróżki Carabosse (1971)